# راجيش سوني
راجيش سوني (بالإنجليزية: Rajesh Soni)‏ هو رسام هندي، ولد في 6 أغسطس 1981 في أودايبور في الهند.

## وصلات خارجية
- الموقع الرسمي